# Java-Schlitznase
Die Java-Schlitznase (Nycteris javanica) ist ein in Südostasien verbreitetes Fledertier in der Familie der Schlitznasen. Der deutsche Name und der Artzusatz im wissenschaftlichen Namen beziehen sich auf den Fundort der Typusexemplars auf Java. Als einzige in Ostasien verbreitete Familienmitglieder bildet die Art zusammen mit der Schwesterart Malaiische Schlitznase (Nycteris tragata) eine Artengruppe.

## Merkmale
Mit einer Unterarmlänge von 43 bis 50 mm ist die Art eine der kleinsten unter den Schlitznasen. Der namensgebende Schlitz beginnt an der Oberlippe und ist von kleineren Nasenblättern umgeben. Die Java-Schlitznase hat loses weiches Fell. Dieses hat oberseits eine rotbraune bis graubraune Farbe, während die Unterseite leicht heller ist. Kennzeichnend sind lange Ohren und rundliche Flügel, die dunkelbraun sind. Außer den Geschlechtsmerkmalen gibt es keine Unterschiede zwischen Männchen und Weibchen.
Bei den beiden asiatischen Familienmitgliedern gibt es hinter dem Kehlkopf eine Kammer im Schädel, die sich in der Form von den anderen Schlitznasen unterscheidet. Weitere 4 morphologische Eigenschaften der Schwesterarten unterscheiden diese von den afrikanischen und arabischen Arten.

## Verbreitung
Diese Fledermaus lebt auf Java, Madura, Bali, kleineren umliegenden Inseln und im Westen von Timor. Sie hält sich im Flachland und in Gebirgen bis 2500 Meter Höhe auf. Zwei Funde wurden fälschlicherweise dieser Art zugeordnet. Die Java-Schlitznase bewohnt unterschiedliche tropische Wälder.

## Lebensweise
Einzelne Exemplare, Paare oder kleine Gruppen mit selten bis fünf Mitgliedern ruhen in Höhlen, Baumhöhlen oder ähnlichen Verstecken. Im Karstgebiet von Java werden Höhlen bevorzugt. Zur Beute zählen Webspinnen, Schnabelkerfe, Heuschrecken, Käfer, Schmetterlinge, Schaben und Gleichflügler. Nach einem Ausflug kann das Gewicht des Mageninhalts 48 Prozent des Gesamtgewichts entsprechen.

## Gefährdung
Die größte Bedrohung stellt die Umwandlung der Wälder in Acker- und Bauland dar. Manche Höhlen werden durch Kalksteinabbau zerstört. Im Verbreitungsgebiet liegen mehrere Schutzzonen. Die IUCN schätzt, dass die Gesamtpopulation in den 15 Jahren nach 2013 mit etwas mehr als 30 Prozent abnimmt und listet die Art als gefährdet (vulnerable).